# Mastixis
Mastixis é um gênero de traça pertencente à família Arctiidae.